# Somatisk nervesystem
Det somatiske nervesystem (SoNS eller frivillige nervesystem) er en del af det perifere nervesystem associeret med frivillig skeletalmuskel kontrol af kropsbevægelser. SoNS udgør den største del af det samlede nervesystem, og består af afferente nerver og efferente nerver. Afferente nerver har ansvar for at formidle sensoriske oplevelser fra kroppen til det centrale nervesystem (CNS); efferente nerver er ansvarlige for at sende kommandoer fra CNS ud til kroppen, stimulere muskelkontraktion; de inkluderer alle non-sensoriske neuroner forbundet med skeletalmuskler og huden. A'et i afferent korrespondere til præfixet ad- (mod), mens E'et i efferent korresponderer til præfixet ex- (ud fra).